# Дей Довер
Девід Вільям «Дей» Довер (англ. David William «Dai» Dower; 20 червня 1933 — 1 серпня 2016) — валійський боксер найлегшої ваги.

## Аматорська кар'єра
У 1952 році виборов свій перший титул чемпіона Асоціації аматорського боксу Британії (англ. ABA) у найлегшій вазі.
На літніх Олімпійських іграх 1952 року у Гельсінкі (Фінляндія) брав участь у змаганнях боксерів найлегшої ваги. Після двох перемог над Абдель Амід Бутефнуше (Франція) та Леслі Гандунге (Шрі-Ланка), у чвертьфіналі розділеним рішенням суддів поступився представникові СРСР Анатолію Булакову.

## Професійна кар'єра
У професійному боксі дебютував 24 березня 1953 року. Після двадцяти поспіль перемог, 19 жовтня 1954 року виборов титул чемпіона Британської співдружності у найлегшій вазі (англ. Commonwealth Boxing Council Fly), перемігши південноафриканця Джейка Тулі.
8 лютого 1955 року у поєдинку проти Еріка Марсдена не лише захистив свій титул чемпіона Британської співдружності, але й виборов вакантний титул чемпіона Великої Британії (англ. BBBofC British Fly).
8 березня 1955 року здобув титул чемпіона Європи у найлегшій вазі (англ. EBU European Fly), перемігши італійця Наццарено Джаннеллі.
3 жовтня того ж року втратив чемпіонський титул, поступившись іспанцю Янгу Мартіну.
30 березня 1957 року здійснив спробу вибороти титул чемпіона світу (англ. World Flyweight Title), проте був нокаутований вже у першому раунді аргентинцем Паскуалем Пересом.

## Подальша кар'єра
Після завершення боксерської кар'єри працював вчителем фізкультури в гімназії Рінжвуд у Борнмуті, а згодом протягом понад 20 років очолював відділ спорту Борнмутського університету.
У червні 1998 року за багаторічну працю з молоддю удостоєний ордена Британської імперії.
Мешкав у Борнмуті, де й помер.